# Idaea altivolaria
Idaea altivolaria là một loài bướm đêm trong họ Geometridae.